# 대니얼 로스
다니엘 로스(Daniel Ross, 1980년 8월 19일 ~ )는 미국의 배우, 영화배우, 성우이다.
워싱턴 D.C.에서 태어났다.

## 방송
- 밴쉬 시즌2
- 밴쉬 시즌1

## 영화
- 아만다 앤 잭 고 글램핑 (2017년)
- 밴쉬 시즌2 (2014년)
- 언리미티드 (2013년) - 사이먼 역
- 닌자 VS 몬스터 (2012년) - 카일 역
- 더 파이널 (2010년)
- 이토록 뜨거운 순간 (2007년)
- 센티넬 (2006년) - 국회 의사당 사업가 역
- 비앤비 (1987년)